# VERITAS (sondă spațială)
VERITAS (Venus Emissivity, Radio Science, InSAR, Topography, and Spectroscopy) este o misiune viitoare a Jet Propulsion Laboratory (JPL) de la NASA, care va cartografia suprafața planetei Venus la rezoluție înaltă. Combinația de date topografice, de spectroscopie în infraroșu apropiat și de imagini radar va oferi cunoștințe despre istoria tectonică și de impact a planetei Venus, despre gravitație, geochimie, despre momentul și mecanismele de reapariție a vulcanilor și despre procesele mantalei responsabile de acestea.
La 4 noiembrie 2022, NASA a anunțat amânarea lansării misiunii din 2027 până în 2031, invocând probleme instituționale la JPL care au întârziat lansarea lui Psyche.

## Misiune

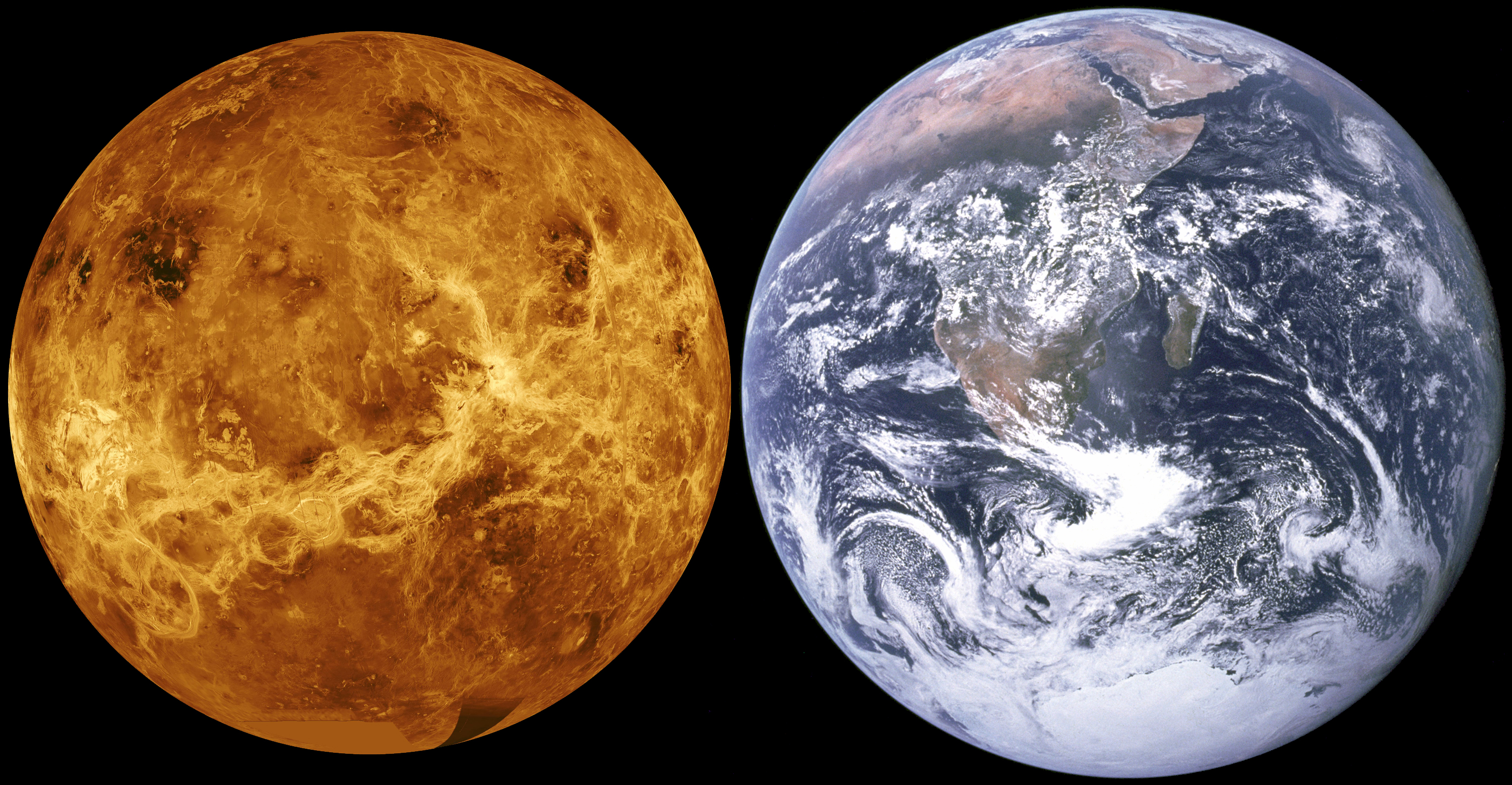
Venus are aproximativ aceeași mărime ca și Pământul, dar are o climă și o suprafață drastic diferite.

VERITAS va aduna date pentru a ajuta oamenii de știință să răspundă la trei întrebări principale despre Venus:
1. Cum a evoluat geologia sa de-a lungul timpului?
2. Ce procese geologice se desfășoară în prezent pe Venus?
3. A fost prezentă apa pe sau în apropierea suprafeței sale?

Înțelegerea geologiei planetei Venus prezintă un interes științific semnificativ datorită asemănărilor cu Pământul. Dimensiunea, vârsta și compoziția lui Venus sunt în mare parte similare cu cele ale Pământului, dar mediul său este semnificativ diferit și mai puțin ospitalier pentru viață. Prin urmare, înțelegerea evoluției geologice a lui Venus va ajuta la găsirea răspunsurilor la întrebări legate de formarea planetelor ospitaliere pentru viață.
Un pas esențial în dezvoltarea unei înțelegeri a acestei evoluții este cercetarea geologiei actuale a lui Venus. Datele actuale sunt foarte sugestive în ceea ce privește vulcanismul recent și activ pe Venus, dar amploarea acestei activități vulcanice nu este complet cunoscută. În plus, nu se știe în ce măsură apa de suprafață a fost prezentă istoric pe Venus și ce rol joacă apa subterană în geologia modernă a planetei.